# Epoca quark
În cosmologia fizică, epoca quark a fost perioada din evoluția universului timpuriu, când forțele fundamentale: gravitație, electromagnetism, interacțiunea tare și interacțiunea slabă și-au luat formele actuale, dar temperatura universului era încă prea mare pentru a permite quarkurilor să formeze hadroni.
Epoca quark a început la aproximativ 10−12 secunde după Big Bang, când s-a încheiat epoca care a precedat-o, epoca electroslabă, interacțiunea electroslabă separându-se în interacțiunea slabă și electromagnetism. În timpul epocii quark, universul s-a umplut cu o plasma quark-gluon densă, fierbinte, care conținea quarci, leptoni și antiparticulele lor. Coliziunile dintre particule au fost prea energice pentru a permite quarkurilor să se combine în mezoni sau barioni. Epoca quark s-a încheiat când universul avea 10−6 secunde, când energia medie a interacțiunilor de particule a scăzut sub energia de legare a hadronilor. Perioada următoare, când quarkurile s-au combinat cu gluonii pentru a forma hadroni, este cunoscută drept epoca hadron.